# Ricardo Eletro

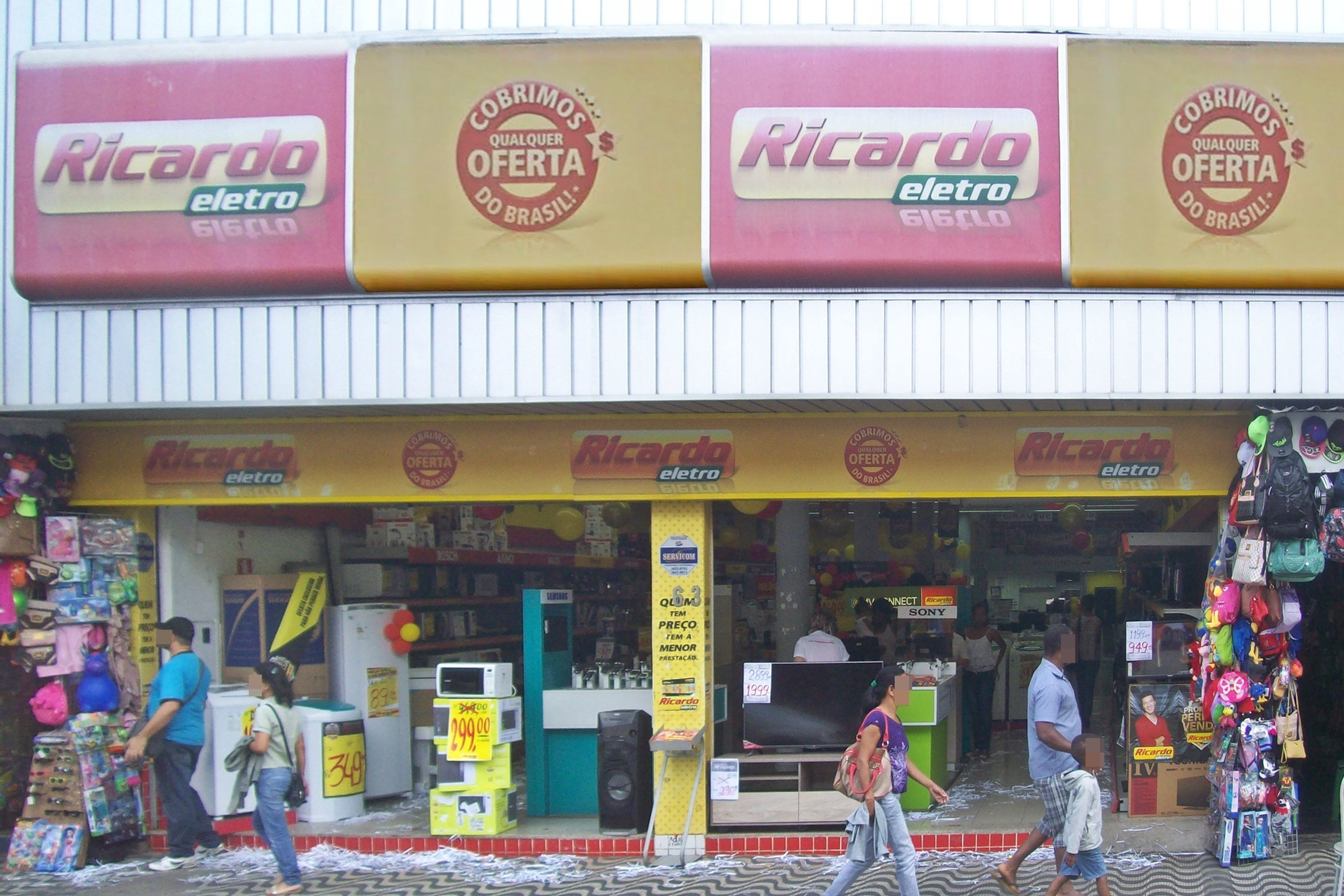
Filial no Centro de Coronel Fabriciano, em Minas Gerais.

Ricardo Eletro é uma rede brasileira de varejo especializada em eletrodomésticos sediada em São Paulo, pertencente a Máquina de Vendas, que é controlada pela MV Participações. A primeira loja foi fundada por Ricardo Nunes em 1989 na cidade de Divinópolis, Minas Gerais. Em 2017, a Ricardo Eletro tinha 701 lojas, e fechou o ano de 2019 com 290 lojas. Estava presente em 17 estados brasileiros, e é líder de vendas em Minas Gerais, estado onde está seu principal Centro de Distribuição. Possuia cinco grandes centros de distribuição localizados estrategicamente para garantir a entrega de produtos em todo o Brasil.
Em 2020, a empresa fechou todas as suas lojas presenciais, atualmente só funcionando como e-commerce.

## História

### Antecedentes e primeira loja
Ricardo Nunes abriu, em 1989, sua primeira Ricardo Eletro, aos 18 anos, na cidade de Divinópolis, tendo apenas 20m². Em seus primórdios, a loja vendia somente aparelhos eletrônicos e bichos de pelúcia. Segundo Nunes, ele abria seus pontos de venda em locais onde já havia concorrentes, para buscar clientes destes. Seu foco principal era a venda de produtos cobrindo qualquer oferta do Brasil, ferramenta usada até hoje.
O projeto de expansão teve início em 2007, com a compra da rede de lojas Mig. Com isso, a Ricardo abriu novas lojas no estado de São Paulo e Goiás.

### Fusão com a Insinuante e criação da Máquina de Vendas
No dia 29 de março de 2010, a rede Ricardo Eletro juntou-se a rede de varejo Insinuante, empresa fundada em Vitória da Conquista, Bahia, que começou a operar em 1959, sob o comando da Máquina de Vendas. Atualmente, a Ricardo Eletro é uma rede com 350 lojas, 6.000 funcionários diretos, em todos os estados do Nordeste, além de Rio de Janeiro e Espírito Santo. Em 2016 a Máquina de Vendas anunciou que uniria todas as marcas do grupo em uma, Ricardo Eletro. Assim, gradativamente desapareceram as bandeiras Lojas Insinuante, City Lar, Eletro Shopping, Clique Eletro, Salfer.
Em agosto de 2018, a Ricardo Eletro entrou com uma ação na 1ª Vara de Falências e Recuperações Judiciais. Em janeiro de 2019, o pedido foi aceito e foi concedido à empresa um valor de 1,9 bilhão para recuperação. A Máquina de Vendas, dona da Ricardo Eletro, é controlada pela MV Participações que, por sua vez, está sob o comando do Fundo de Investimentos em Participações (FIP).
Devido à reestruturação da empresa, Ricardo Nunes, fundador da varejista especializada em eletrodomésticos, e familiares deixaram de fazer parte do quadro de acionistas do grupo, e também de sua administração.

## Sob nova direção
Em julho de 2020, o fundador da Ricardo Eletro, Ricardo Nunes, e sua filha Laura Nunes foram presos sob a acusação de terem sonegados mais de R$ 400 milhões de impostos no estado de Minas Gerais ao longo de mais de cinco anos. Houve um mandado de prisão em aberto para o diretor superintendente da Ricardo Eletro, Pedro Daniel Magalhães, em Santo André (SP), porém teve o mandado revogado, assim como Laura Nunes. De acordo com as investigações, o fundador Ricardo Nunes cobrava normalmente o imposto dos consumidores, embutido no preço dos produtos, mas não fazia o repasse ao estado. Em nota oficial publicada no próprio site da empresa, a Ricardo Eletro informou que os problemas envolvidos nesse processo não possuem vínculo nenhum com a atual gestão da empresa, sendo todos referentes a gestão de Ricardo Nunes e anteriores ao ano de 2019.

## Atualmente
Atualmente está com 5 lojas físicas no estado de Minas Gerais, onde foi fundada, em pleno funcionamento e atendendo a todos os demais estados pelo e-commerce, e tem plano de expansão para atingir 25 lojas físicas no Sudeste até o final de 2023.